# Barilari
I Barilari sono un progetto musicale argentino del frontman dei Rata Blanca Adrián Barilari fondato nel 2001.

## Storia del gruppo
Nel 2001, appena fondata, la band pubblicò una demo di 4 tracce. Il primo album della formazione uscì invece nel 2003 e ebbe titolo omonimo. La pubblicazione non fu promossa da un tour, in quanto la band voleva allora essere solo un progetto esterno ai Rata Blanca.
Con il secondo disco invece, intitolato Canciones Doradas e pubblicato nel settembre 2007 come un album di cover di artisti quali Robbie Williams, Aerosmith, Sting e Bon Jovi, il progetto si iniziò a dedicare anche ai live, con un tour che occupò tutto il 2008.
Nel 2009 fu pubblicato il terzo album Abuso de Poder.

## Formazione

### Formazione attuale
- Adrián Barilari - voce
- Julián Barrett - chitarra
- Piter Barrett - basso
- Nicolás Polo - batteria

### Ex componenti
- Emppu Vuorinen- chitarrista
- Sami Vänskä - basso
- Jukka Nevalainen - batteria
- Jens Johansson- tastierista
- Gonzalo Ledesma - chitarra
- Daniel Telis - chitarra
- Rubén Yáñez - basso
- Jorge Perini - batteria
- Leonardo Palmieri - tastiera

## Discografia

### Album in studio
- 2003 - Barilari
- 2007 - Canciones doradas
- 2009 - Abuso de poder

### Demo
- 2001 - Barilari

### EP
- 2003 - Barilari

### DVD
- 2006 - Barilari en vivo